# Karmacs, Zala
Karmacs  este un sat în districtul Keszthely, județul Zala, Ungaria, având o populație de 829 de locuitori (2011). 

## Demografie
Componența etnică a satului Karmacs
     Maghiari (87,74%)
     Germani (5,59%)
     Romi (3,41%)
     Români (1,09%)
     Necunoscut (2,18%)
     Alții (2,18%)
Componența confesională a satului Karmacs
     Romano-catolici (64,41%)
     Fără religie (3,86%)
     Reformați (1,81%)
     Necunoscută (28,83%)
     Alte religii (1,93%)
Conform recensământului din 2011, satul Karmacs avea 829 de locuitori. Din punct de vedere etnic, majoritatea locuitorilor (87,74%) erau maghiari, existând și minorități de germani (5,59%), romi (3,41%) și români (1,09%). Apartenența etnică nu este cunoscută în cazul a 2,18% din locuitori.  Din punct de vedere confesional, majoritatea locuitorilor (64,41%) erau romano-catolici, existând și minorități de persoane fără religie (3,86%) și reformați (1,81%). Pentru 28,83% din locuitori nu este cunoscută apartenența confesională.